# Tàmils de Sri Lanka
Tàmils de Sri Lanka (en tàmil: இலங்கை தமிழர், ilankai tamiḻar o també: ஈழத் தமிழர், īḻat tamiḻar), també coneguts com a tàmils d'Eelam, tàmils de Ceilan o simplement tàmils, són membres del grup ètnic tàmil nadiu de l'estat insular de Sri Lanka, en el sud d'Àsia. Avui dia constitueixen una majoria a la Província Septentrional i viuen un important nombre de tàmils a la Província Oriental. De fet, el 70% dels tàmils de Sri Lanka viuen en aquestes dues províncies mentre que en la resta de l'estat són minoria.
Els moderns tàmils de Sri Lanka descendeixen dels residents del Regne de Jaffna, un antic regne del nord de Sri Lanka i de les cacics de Vannimai de l'est. Segons les proves antropològiques i arqueològiques, els tàmils de Sri Lanka tenen una llarga història a Sri Lanka i han viscut a l'illa almenys des d'al voltant del segle II a. C.
Encara que els tàmils de Sri Lanka són cultural i lingüísticament diferents, els estudis genètics indiquen que estan estretament relacionats amb el grup ètnic singalès de l'illa. Els tàmils de Sri Lanka són en la seva majoria hindús amb una important població cristiana. La literatura tàmil de Sri Lanka sobre temes com la religió i les ciències va florir durant el període medieval en la cort del Regne de Jaffna. Des del començament de la guerra civil de Sri Lanka en el decenni de 1980, es distingeix pel seu èmfasi en temes relacionats amb el conflicte. Els dialectes tàmils de Sri Lanka es caracteritzen pel seu arcaisme i la retenció de paraules que no són d'ús quotidià en Tàmil Nadu (l'Índia).
Des que Sri Lanka es va independitzar de Gran Bretanya en 1948, les relacions entre les comunitats singalesa majoritària i tàmil minoritària han estat tibants. Les creixents tensions ètniques i polítiques, juntament amb els pogroms ètnics duts a terme per les torbes singaleses en 1956, 1958, 1977, 1981 i 1983, van conduir a la formació i l'enfortiment de grups militants que advocaven per la independència dels tàmils. La guerra civil subsegüent va provocar la mort de més de 100.000 persones i la desaparició forçada d'unes altres milers. La guerra civil va acabar en 2009, però continua havent-hi denúncies d'atrocitats comeses per les Forces Armades de Sri Lanka. Un grup de les Nacions Unides va determinar que fins a 40.000 civils tàmils podrien haver mort en els últims mesos de la guerra civil. El gener de 2020, el President Gotabaya Rajapaksa va dir que els més de 20.000 civils tàmils segrestats a Sri Lanka havien mort. El final de la guerra civil no ha millorat les condicions a Sri Lanka, ja que no s'ha restablert la llibertat de premsa i el poder judicial està baix control polític.